# Goats Head Soup
Goats Head Soup är ett musikalbum av The Rolling Stones som lanserades i augusti 1973. Här fanns som alltid rak rockmusik men många av låtarna på albumet drar också åt soul och funkhållet, stilar som var inne vid tidpunkten. 

## Produktion och mottagande
Albumet var uppföljare till deras klassiska dubbel-LP Exile on Main St., och förväntningarna var höga. Kritikerna var dock inte lika imponerade av detta album som fick ett blandat mottagande. Vissa kritiker ansåg att det var för "orockigt", och Robert Christgau ansåg att albumets låtar generellt var bra, men framfördes på ett slarvigt och ibland arrogant sätt. Trots detta gick albumet hem hos publiken med förstaplatser på albumlistorna i både USA och Storbritannien. Mest uppmärksammat blev albumet för hitsinglarna "Angie" och "Doo Doo Doo Doo Doo Heartbreaker". På albumet finns även en av Stones mest oanständiga sånger med, "Star Star". 
Under inspelningstiden huserade Rolling Stones på Jamaica, och de flesta nya spåren spelades in i Dynamic Sound Studios, Kingston under november och december 1972. Inspelningarna mixades sedan om i London. Några låtar på albumet skrevs långt innan dessa inspelningar. "Hide Your Love" såg dagens ljus redan 1969 och "Silver Train" 1970. Den sistnämnda låten var också den enda som inte spelades in på Jamaica. En låt som spelades in under sessionerna var "Through the Lonely Nights" som senare dök upp som b-sida till singeln "It's Only Rock 'n Roll (But I Like It)". Två andra låtar som spelades in under perioden, "Waiting on a Friend" och "Tops" släpptes först 8 år senare på albumet Tattoo You.
På albumet medverkar en rad kända studiomusiker som Nicky Hopkins, Billy Preston (båda klaviatur), Bobby Keys (saxofon), och Jim Horn (trumpet). Även "den sjätte Stones-medlemmen" Ian Stewart medverkar på klaviatur.
Albumets titel inspirerade till gruppnamnet hos Sopa de Cabra (katalanska för 'getsoppa'), ett av de främsta banden i musikrörelsen rock català.

## Låtlista
Samtliga låtar skrivna av Mick Jagger och Keith Richards

### Sida 1
1. "Dancing with Mr. D." - 4:53
2. "100 Years Ago" - 3:59
3. "Coming Down Again" - 5:55
4. "Doo Doo Doo Doo Doo (Heartbreaker)" - 3:27
5. "Angie" - 4:33

### Sida 2
1. "Silver Train" - 4:26
2. "Hide Your Love" - 4:12
3. "Winter" - 5:30
4. "Can You Hear the Music" - 5:32
5. "Star Star" - 4:25

## Listplaceringar
| Lista (1973)   | Position          |
| -------------- | ----------------- |
| Australien     | 1 (Go Set)        |
| Danmark        | 3 (DR "Top 30")   |
| Finland        | 6                 |
| Frankrike      | 1                 |
| Japan          | 7 (Oricon)        |
| Kanada         | 1 (RPM)           |
| Nederländerna  | 1                 |
| Norge          | 1 (VG-lista)      |
| Storbritannien | 1                 |
| Sverige        | 2 (Kvällstoppen)  |
| USA            | 1 (Billboard 200) |
| Västtyskland   | 2                 |
| Österrike      | 1                 |

### Allmänna källor
- Goats Head Soup på Allmusic
- Albumts utgåvor på Discogs